# Assiatou Bah Diallo
Assiatou Bah Diallo est une journaliste guinéenne et rédactrice en chef du mensuel francophone Amina. Elle est la veuve du journaliste guinéen Siradiou Diallo.